# 니콜라 뒤보셸
니콜라 뒤보셸(프랑스어: Nicolas Duvauchelle, 1980년 3월 27일 ~ )은 프랑스의 배우이다.

## 출연 작품
- 스노우보더 Snowboarder
- 포 러버즈
- 렛 더 선샤인 인 - 연극배우 역
- 달리다 Dalida
- 웨딩 언플렌드